# Max Besler
Max Besler est un historien né à Erfurt (province de Saxe) en 1853 et mort après la Première Guerre mondiale à Baden-Baden (Allemagne). Il a publié entre autres de nombreux ouvrages et articles concernant l'histoire de la ville de Forbach.

## Biographie
Max Besler fut professeur au collège de Forbach de 1879 à 1893, directeur de ce collège de 1893 à 1903  et directeur du lycée de Sarreguemines à partir de 1903.

## Principaux ouvrages
- Die Geschichte der höheren Schule von Forbach (L'histoire de l'école supérieure de Forbach)
- Nachricht über Johann Fischart (Communication sur Johann Fischart)
- Forbach Schloss und Stadt (Forbach: le chateau et la ville)
- Das Wappen aus Lothringen (Le blason de Lorraine)
- Die Ortsnamen des Kreises Forbach (Le nom de lieu de l'arrondissement de Forbach)
- Die Kreuzkapelle (La chapelle Sainte-Croix de Forbach)
- Geschichte des Schlosses von Forbach (l'histoire du château de Forbach)
- Die Forbacher Mundart	(Le parler de Forbach)
- Die herrschaftliche Rechte in der Herrschaft von Forbach 1709-1893 (Les droits seigneuriaux à Forbach)

## Sources
- J. Rohr, Forbach et son arrondissement.
- Henri Wilmin, Histoire de Forbach.
- Henri Hiegel, Bulletin de l'association des anciens élèves du lycée de Sarreguemines.
- Les ouvrages de Max Besler.